# Lilla sjön, Södermanland
Lilla sjön är en sjö i Nyköpings kommun i Södermanland och ingår i Kilaåns huvudavrinningsområde.